# Dave Draper
David „Dave” Draper (ur. 16 kwietnia 1942 w Secaucus w New Jersey, zm. 30 listopada 2021) – amerykański kulturysta, aktor filmowy i telewizyjny i autor, znany jako „The Blonde Bomber” (183 cm wzrostu przy wadze ok. 102 kg).

## Życiorys

### Wczesne lata
Urodził się w New Jersey. W wieku dziesięciu lat zaczął trening siłowy. W liceum trenował także zapasy, uprawiał gimnastykę i pływanie. 

### Kariera
Mając 21. lat otrzymał tytuł Mr. New Jersey. Sześć miesięcy później przeniósł się do Santa Monica w Kalifornii, gdzie pracował dla Weider Barbell Company aż do roku 1969. W roku 1965 zdobył prestiżowy tytuł IFBB Mr. America, w 1966 IFBB Mr. Universe, a w 1970 IFBB Mr. World. W tym okresie w Muscle Beach poznał kulturystów takich jak George Eiferman, Joe Gold, Bill Pearl, Steve Reeves, Clarence Ross, Armand Tanny i Zabo.
W latach 60. pojawił się w kilku filmowych i telewizyjnych produkcjach, w tym w makabrycznej czarnej komedii Lord Love a Duck (1966) z udziałem Roddy’ego McDowalla oraz farsie Alexandra Mackendricka Nie daj się usidlić (Don't Make Waves, 1967) u boku Tony’ego Curtisa, Claudii Cardinale i Sharon Tate. Był gospodarzem programu Los Angeles Channel 9 KHJ David The Gladiator (1964-65). Wystąpił także jako Mister Universe 1967 w serialu CBS The Beverly Hillbillies (1967). 
Ostatecznie opuścił showbiznes i został dyrektorem World Gym w Santa Cruz w Kalifornii. Podczas treningu w Gold’s Gym jego partnerami byli m.in.: Frank Zane, Arnold Schwarzenegger, Franco Columbu i Mike Katz.
Draper z czasem przyznał się, że stosował sterydy i był uzależniony od alkoholu. Z powodu miażdżycy miał problemy z sercem, przeszedł też kilka operacji serca. Jednak, zgodnie z diagnozą lekarzy, jego problemy z sercem nie były spowodowane nadużywaniem sterydów.

## Osiągnięcia w kulturystyce
- 1962: Mr. New Jersey[11]
- 1965: IFBB Mr. America Tall Class & Overall − I m-ce
- 1966: IFBB Mr. Universe Tall Class & Overall − I m-ce
- 1967: Mr. Olympia − IV m-ce
- 1970: Amateur Athletic Union (AAU) Mr. World − III m-ce
- 1970: IFBB Mr. World Tall & Overall − I m-ce
- 1970: National Amateur Body-Builders' Association (NABBA) Mr. Universe Tall − III m-ce

## Filmografia
- 1963: Who's Been Sleeping in My Bed?
- 1966: Three on a Couch jako muskularny mężczyzna
- 1966: Idź, nie biegnij (Walk Don't Run) jako szwedzki atleta
- 1966: Lord Love a Duck jako Billy Gibbons
- 1967: Nie daj się usidlić (Don't Make Waves) jako Harry Hollard
- 1967: The Beverly Hillbillies (serial TV) w roli samego siebie
- 1967: The Monkees (serial TV) jako Bulk
- 1969: Here Come the Brides (serial TV) - odc. Lorenzo Bush jako pierwszy mężczyzna

## Wydawnictwa
- Brother Iron, Sister Steel ISBN 1-931046-65-4
- Your Body Revival: Weight Loss Straight Talk ISBN 1-931046-34-4